# Meioneta pinta
Meioneta pinta är en spindelart som beskrevs av Léon Baert 1990. Meioneta pinta ingår i släktet Meioneta och familjen täckvävarspindlar. Inga underarter finns listade i Catalogue of Life.